# Божидар Вукотић
Божидар Вукотић (Грбаљ, 8. фебруар 1875 – 7. децембар 1960) био је правник и политичар.
Гимназију је завршио у Котору а студије права у Бечу и Грацу, гдје докторира 1902. Радио је као судија у Бенковцу, Котору и Трогиру а касније као адвокат у Херцег Новом и Котору. Вукотић је био посланик у Привременом народном представнишву. Већи дио Првог свјетског рата провео је у заробљеништву. Био је потрпредсеник Народног фронта за Боку Которску и судија врховног суда Народне Републике Црне Горе.